# Мирне (Кетрисанівська сільська громада)
Мирне — селище в Україні, у Кетрисанівській сільській громаді Кропивницького району Кіровоградської області. Населення становить 335 осіб.

## Населення
Згідно з переписом УРСР 1989 року чисельність наявного населення селища становила 365 осіб, з яких 180 чоловіків та 185 жінок.
За переписом населення України 2001 року в селищі мешкало 337 осіб.

### Мова
Розподіл населення за рідною мовою за даними перепису 2001 року:
| Мова       | Відсоток |
| ---------- | -------- |
| українська | 96,12 %  |
| молдовська | 1,79 %   |
| російська  | 1,79 %   |
| угорська   | 0,30 %   |